# Remember the Time
Remember the Time is een nummer van zanger Michael Jackson uit 1992. Het was de tweede single die uitkwam van zijn album Dangerous uit 1991. De single behaalde zowel in Amerika als in Nederland de derde positie in de hitlijsten. In Nieuw-Zeeland kwam het nummer op #1.

## Videoclip
Net als bij sommige eerdere nummers, is de videoclip van Remember The Time ingewikkeld geweest bij het maken. De clip speelt zich af in het Oude Egypte, er kwamen veel visuele effecten aan te pas, en het bevat een optreden van onder anderen Eddie Murphy en Magic Johnson.

## NPO Radio 2 Top 2000
Remember the Time stond alleen in 2009 in de NPO Radio 2 Top 2000, op plek 1322.

## Lijst van nummers
1. "Remember the Time" (7") – 3:59
2. "Remember the Time" (silky soul 7") – 4:18
3. "Remember the Time" (new jack main mix) – 6:50
4. "Come Together" – 5:27